# Luis Ossio Sanjinés
Luis Ossio Sanjinés (Potosí, 1930-La Paz, Bolivia, 27 de septiembre de 2016) fue un político boliviano. Se desempeñó como vicepresidente de Bolivia entre 1989 y 1993.

## Biografía
Estudió en la Escuela de Aplicación y Normal Rural de Caiza, el Colegio Nacional Juan Manuel Calero de Potosí y la Facultad de Derecho y Ciencias Políticas de la Universidad Mayor de San Andrés y Tomás Frías de Potosí. Obtuvo su doctorado en ciencias Políticas de la Universidad de Génova.
Fue Presidente del Comité Ejecutivo y Secretario Ejecutivo de la Confederación de Universitarios de Bolivia (1957-1958), Profesor de Historia de Bolivia e Interpretación Sociológica de la Historia en el Colegio militar (1960-1971), Vicedecano y Decano interino de la Facultad de Filosofía de la Universidad de San Andrés de (1970-1971). Electo como diputado por Potosí en 1985.
Electo Vicepresidente de Bolivia durante el gobierno de Jaime Paz Zamora (1989-1993). Previamente fue candidato de fórmula del Gral. Hugo Banzer, pero tras el Acuerdo Patriótico, se cruzaron las fórmulas y logró el apoyo congresal para ser electo en el cargo.
Falleció en la ciudad de La Paz el 27 de septiembre de 2016.

## Obras publicadas
Entre sus obras se encuentran:
- Integración Económica Iberoamericana (1961)
- El desarrollo del Sur - Ciclo de Conferencias (1976)
- Introducción a la Teoría de la Historia (1983)
- Investigaciones sobre Derecho Minero y Código de Minería (1984)
- Varios artículos y conferencias sobre la Reforma de la Constitución Política del Estado y reforma legal (1990)
- Varios artículos sobre Ciencia y Tecnología (1991)
- ¿La Quinta Rueda? (1993)